# Manfred Burgsmüller
Manfred "Manni" Burgsmüller, född 22 december 1949 i Essen, död 18 maj 2019 i Essen, var en tysk fotbollsspelare.
Burgsmüller spelade bl.a. i Bayer Uerdingen, Rot-Weiss Essen, Borussia Dortmund och SV Werder Bremen. Burgsmüller blev under tiden i Dortmund landslagsspelare för Västtyskland och spelade 3 A-landskamper samt 8 B-landskamper. 1988 blev Burgsmüller tysk mästare med SV Werder Bremen.